# 1984年飓风丽丽
飓风丽丽（英語：Hurricane Lili）是有纪录以来仅有的五场12月大西洋飓风之一，也是1984年大西洋飓风季形成的第13场和最后一场热带风暴。丽丽于12月12日经亚热带气旋发展而成，最早源自百慕大以南的锋面槽。气旋向东南方向移动，之后转向北上，逐渐转变成热带气旋并于12月20日达到飓风标准。丽丽转向南下，然后又转朝西南方向前进，短暂对加勒比海北部多个岛屿构成威胁，但很快就逐渐减弱，最终在多米尼加近海逐渐消散。除降下小雨外，风暴没有引起任何破坏。

## 气象历史
1984年12月中旬，百慕大以南近海有锋面槽持续停留。12月9日，有上层扰动天气进入这片海域上空，沿锋面波产生大范围对流。新生的系统朝东北方向移动，对流内逐渐发展出环流，美国国家飓风中心因此于12月12日把位于百慕大东北方向约440公里洋面的天气系统归类成亚热带风暴。
风暴起初向东北飘移，风速已达每小时95公里而且还在继续增强。12月13日，气旋因受北侧的高压脊影响被迫回转东南，次日又因上空发展出上层冷心低压而转向南下。由于高压脊存在薄弱环节，风暴又转向东北，移动速度提升至接近每小时65公里。12月17日转朝西北方向移动后，高气压天气系统再度阻挡风暴继续北上，令其朝东南偏南前进。外界环境有利于气旋进一步强化，风暴于12月18日达到风力时速115公里强度。据卫星图像显示，风暴于12月19日达到飓风强度，次日又有靠近气旋中心的船只测得每小时120公里风速。根据这些数据及980毫巴（百帕，28.94英寸汞柱）的最高中心气压，还有风暴中层次分明的风眼，美国国家飓风中心将位于百慕大以东约1180公里洋面的气旋归类成飓风并以“丽丽”（Lili）命名。
气旋继续保持总体南下趋势，达到风力时速130公里的最高强度。受东北方向发展出的高气压影响，飓风加速朝西南移动。12月22日，丽丽再度掠过一周前经过的海域，移动路线形成大面积环路。受移动速度过快、风切变增多这样的双重不利条件影响，风暴稳步减弱，于12月23日在安地卡岛东北方向约690公里海域降级成热带风暴。逼近背风群岛期间，丽丽急剧消退，最终于12月24日在多米尼加近海完全消散。

## 影响和纪录
丽丽于12月20日达到飓风强度，成为有纪录以来第三个在12月达到飓风标准的北大西洋热带气旋。前两个分别是1887年的无名飓风和1954年的飓风爱丽丝，此后还有2005年的飓风艾普塞朗达到同一目标。此外，1998年11月下旬形成的飓风妮科尔一直持续到12月初，因此也属于12月飓风。
飓风丽丽的移动速度很快，波多黎各和维尔京群岛因此于12月22日收到飓风观察预警。风暴减弱后，预警随即中止。面对气旋威胁，波多黎各有关部门在该岛北部沿海地区发布小型船只避险公告。逐渐减弱的丽丽在当地产生小雨，但没有出现任何造成破坏的报导。丽丽一度在伊斯帕尼奥拉岛产生狂风天气，但同样没有任何灾情报导。